# تمدد الحدود (علم النفس)
تمدد الحدود «بي إي» (بالإنجليزية: Boundary extension) هو ظاهرة في علم النفس المعرفي و«خطأ في التقييد» (يُدعى أحيانًا الإيجابية الكاذبة، ويشير إلى حالات يوضع فيها أحد الأشياء أو الأشخاص ضمن الحسبان عندما يُفترض استثناؤه) يتذكر الناس فيها مشاهد أو حدودًا لم تكن موجودةً أصلًا في الصورة الأصلية. يُدرس تمدد الحدود عادةً باستخدام اختبار الذاكرة المعرفية، إذ تُعرض على المشاركين سلسلة من الصور، ثم تظهر لهم صور جديدة مطابقة للقديمة أو مختلفة عنها في بعض النواحي، ويُسألون إذا كانت الصور متطابقة مع الصور الأصلية أم مختلفةً عنها.
على سبيل المثال، يُعرض على الناس عادةً صور ضيقة الزاوية، تظهر مساحةً أقل من المشهد، أو صور واسعة (عريضة) الزاوية، تظهر مجالًا أوسع من المشهد. يحاول المشاركون خلال «مرحلة الدراسة» تذكر تفاصيل الصورة، ثم خلال «مرحلة الاختبار» يحاولون تذكر كونها ضيقة أو واسعة الزاوية، إذ يخضع المشاركون للاختبار باستخدام الصور الأصلية. نتيجةً لذلك، هناك أربع حالات رؤية مختلفة يمكن أن يراها الناس في الصور: ضيق-ضيق، واسع-واسع، ضيق-واسع، واسع-ضيق.
إذا وجد المشاركون أن الصور الجديدة التي تحوي خلفيةً أوسع هي ذاتها الصور الأصلية، فهم بذلك يبدون ظاهرة «تمدد الحدود» لأنهم يمددون حدود الصورة الأصلية.
تطورت كيفية دراسة علماء النفس لتمدد الحدود عبر الزمن. درس الباحثون هذه الظاهرة بدايةً عبر الطلب من المشاركين أن يرسموا مشاهد من ذاكرتهم. بعد عدة دراسات، انتقل الباحثون إلى دراسة تمدد الحدود من خلال مهام التعرف على الصور التي تُستخدم حاليًا بشكل أوسع لدراسة تمدد الحدود.
ينجم تمدد الحدود عن محرضات متنوعة، فقد تحدث هذه الظاهرة مع الصور البسيطة والمعقدة، والأشياء البسيطة والمعقدة، والرسوم الخطية، والصور والأشياء المُكبرة والمُصغرة بدرجات متنوعة. يحدث تمدد الحدود متعدد الأنماط أيضًا مع حاستي اللمس والسمع. يحدث تمدد الحدود في أعمار متنوعة، إذ قد يظهر باكرًا عند الرضع بعمر 3 إلى 4 أشهر والأولاد الأكبر سنًا. يعتبر طلاب الكليات الجامعية عرضةً لهذه الظاهرة أيضًا، وكذلك البالغون الأكبر عمرًا. يحدث تمدد الحدود حتى عند الناس الذين يعانون من اضطرابات مثل متلازمة داون.
بما إن تمدد الحدود ظاهرة عالمية تتعلق بمحرضات مختلفة ومجموعات عمرية متنوعة، هناك العديد من الأسباب والأمثلة والسيناريوهات المحتملة لها. مثال ذلك، يميل الناس إلى رسم مشاهد كاملة بدلًا من الاقتصار على الموجود في الصورة. يضيف الناس بطبيعتهم خلفيات إضافية إلى المشاهد بصرف النظر عن كونهم ينظرون إليها فقط أو يرسمونها.
تصبح التفاصيل الإضافية التي تتجاوز الحدود الأساسية جزءًا من التمثيل الداخلي للمشهد المُتذكر في عقل الشخص. تؤثر العديد من الآليات المعرفية على تمدد الحدود، مثل خطأ مراقبة المصدر، ووجود مخطط إدراكي (نموذج عقلي يقدم إطارًا لتفسير المعلومات التي تدخل الذهن عبر الحواس، أو ينشط التوقعات حول كيف سيبدو مشهد إدراكي معين).

## المفردات المتعلقة بظاهرة تمدد الحدود

### خطأ مراقبة المصدر
يمكن تعريف خطأ مراقبة المصدر على أنه عدم القدرة على تذكر مكان قدوم المعلومات، خاصةً عندما نحاول تذكر مصدر الصور. مثال ذلك، يميل المشاركون في تجارب تمدد الحدود إلى القول إن صور الاختبار «ممددة الحدود» تأتي من الصور المعروضة في مرحلة الدراسة بدلًا من الاعتراف أنهم غيروا الصور في أذهانهم ليُنتجوا ظاهرة تمدد الحدود، وهذه الصور الجديدة التي يحاولون تذكرها كانت «ذاتية التشكل».

### المخطط الإدراكي
المخطط الإدراكي هو ظاهرة معرفية (إدراكية) وتمثيل عقلي داخلي لمشهد شكله الشخص باستخدام معرفة وتفاصيل سابقة عن العالم. يتشكل المخطط الإدراكي غالبًا عندما يرى الشخص صورةً جديدةً لأنه قد يشكل طريقةً لمعالجة الصورة باستخدام المعرفة المسبقة لصور أخرى شوهدت وعولجت في الماضي. يمكن أن تتشكل المخططات الإدراكية عند رؤية الصورة للمرة الأولى أو بعد رؤيتها بوقت قصير. تعتبر المخططات الإدراكية قابلةً للتطبيق في ظاهرة تمدد الحدود لأن المخطط الإدراكي الخاص بشخص ما قد يضيف خلفيةً وتفاصيل حدوديةً لم تكن موجودةً في الصورة الأصلية، لكنها جزء من مخطط الشخص الإدراكي عن الصورة.

### الذاكرة البصرية
يمكن تعريف الذاكرة البصرية أنها عملية يُرمّز الشخص من خلالها المعلومات البصرية مثل الصور ويتذكرها. ترتبط الذاكرة البصرية بتمدد الحدود لأن تمدد الحدود ظاهرةٌ تحدث في الذاكرة البصرية، إذ يجب على الشخص أن يعتمد على الجوانب البصرية من الذاكرة ليحاولوا تذكر الصور أو ملاحظة أي تغيرات في الصور أو المشاهد.

## الأسباب المحتملة لتمدد الحدود
هناك العديد من الأسباب المحتملة لتمدد الحدود، مثل أخطاء مراقبة المصدر، والمخططات الإدراكية، والذاكرة البصرية، وكلها قد تساهم جزئيًا في تمدد الحدود لأنها ترتبط بكيفية معالجة الصور بدايةً وكيفية تذكرها لاحقًا.
تساهم أنواع عديدة من الأشياء والمشاهد أيضًا في تسهيل حدوث تمدد الحدود. مثال ذلك، تسبب المشاهد البسيطة (التي تشمل صورةً مع شيء رئيسي)، والمشاهد المعقدة (التي تشمل صورةً مع أكثر من شيء رئيسي) حدوث ظاهرة تمدد الحدود. تثير الصور المتشابهة كثيرًا والمكبرة بنسب كبيرة أو صغيرة هذه الظاهرة أيضًا. علاوةً على ذلك، تساهم المشاهد واسعة الزاوية (التي تظهر مساحةً أوسع من الخلفية)، والمشاهد ضيقة الزاوية (التي تظهر مساحةً أقل من الخلفية) في ظاهرة تمدد الحدود.
قد تكون هذه المشاهد لحيوانات، أو مناظر طبيعية، أو بشر، أو أشياء أخرى. تحرض المشاهد التي تشمل أشياء مُدورة بدرجات مختلفة تمدد الحدود، وكذلك النماذج ثلاثية الأبعاد للغرف والأثاث، إذ تزيد احتمال حدوث الظاهرة مقارنةً بالمشاهد ثنائية الأبعاد. تساعد الصور المحايدة والعاطفية على إحداث تمدد الحدود. تحدث الظاهرة في صور المشاهد، الأشياء الموجودة في الصور ذات الخلفية الفارغة، والرسوم الخطية. تثير الحدود الرئيسية للمشاهد والأشياء (الصور التي تحوي الخطوط الرئيسية فقط) حدوث تمدد الحدود. هناك بالتالي أنواع عديدة من المشاهد التي تحرض حدوث تمدد الحدود عند الشخص العادي.

## كيف تطور تمدد الحدود
في البداية، دُرست هذه الظاهرة من خلال جعل المشارك يرسم مشاهد من ذاكرته. تُعرض صور على المشاركين ثم تؤخذ من أمامهم ويُطلب منهم رسم الصورة من ذاكرتهم آخذين بالحسبان الحفاظ على النسب الأصلية بين الصورة الأصلية والخلفية. لكن بسبب الضجر الفطري وعدم الدقة في ترميز وتحليل هذا النوع من بيانات الصور، انتقل علماء النفس إلى دراسة تمدد الحدود عبر مهام ذاكرة تعرُّف الصور.
في المهمة الموجهة لاختبار ذاكرة التعرف على الصور، تُعرض صور على المشاركين في «مرحلة الدراسة» ثم تُقدم لهم صور مماثلة أو مختلفة قليلًا في «مرحلة الاختبار». يُسأل المشاركون بعد ذلك إذا كانت الصور مطابقةً لما رأوه في «مرحلة الدراسة»، أم إن زاوية الكاميرا تبدو أوسع قليلًا، أم أوسع كثيرًا، أم أضيق قليلًا، أم أضيق كثيرًا. في نهاية الاختبار، يُطلب منهم تقييم ثقتهم بالإجابات وفق مقياس يتراوح بين «متأكد»، «متأكد نوعًا ما»، «غير متأكد»، «لم أرَ الصورة».

## تمدد الحدود يؤثر على مجموعات عمرية مختلفة
يحدث تمدد الحدود بصرف النظر عن عمر الفرد، فهو يحدث عند الرضع مثلًا. يُصاب الأطفال بظاهرة تمدد الحدود سواء رسموا مشاهد من ذاكرتهم أو أكملوا مهمة تعرف الصور. يصيب تمدد الحدود حتى طلاب الكليات مهما كان نوع مهمة تمدد الحدود التي تُطلب منهم. أخيرًا، يُظهر البالغون والمعمرون ميلًا لهذه الظاهرة. يستمر تمدد الحدود ويحدث على امتداد حياة الفرد بدءًا من مرحلة الرضاعة.